# Liste des poursuites pour génocide en Bosnie-Herzégovine
Cet article présente les principales poursuites engagées pour le crime de génocide commis en Bosnie-Herzégovine, tant à l'encontre d'individus — notamment devant le Tribunal pénal international pour l'ex-Yougoslavie (TPIY) — qu'au niveau interétatique, devant la Cour internationale de justice (CIJ).

## Génocide bosniaque
L'application de la Convention pour la prévention et la répression du crime de génocide a été au cœur de l'affaire portée par la Bosnie-Herzégovine contre la Serbie-et-Monténégro devant la Cour internationale de justice, sous le numéro 91. Déposée par le Dr Francis Boyle, conseiller du président bosnien Alija Izetbegović pendant la Guerre de Bosnie-Herzégovine, cette procédure visait à établir la responsabilité de la Serbie dans des actes présumés de génocide contre la population musulmane de Bosnie. Le procès, tenu à La Haye, s’est achevé le 9 mai 2006, et l’arrêt a été rendu le 26 février 2007.
Dans sa décision, la CIJ a confirmé le jugement antérieur du Tribunal pénal international pour l'ex-Yougoslavie (TPIY) reconnaissant le massacre de Srebrenica comme un acte de génocide. La Cour a déclaré :

« La Cour conclut que les actes commis à Srebrenica relevant de l'article II a) et b) de la Convention ont été commis avec l'intention spécifique de détruire en partie le groupe des musulmans de Bosnie-Herzégovine comme tel ; et que, en conséquence, ces actes étaient des actes de génocide, commis par des membres de la Armée de la république serbe de Bosnie(VRS) à Srebrenica et à proximité à partir du 13 juillet 1995 . »

La Cour a toutefois conclu que la Serbie n’était ni responsable ni complice du génocide, mais qu’elle avait violé la Convention en ne prenant pas les mesures nécessaires pour le prévenir, en refusant de coopérer avec le TPIY pour poursuivre les auteurs — en particulier le général Ratko Mladić — et en manquant à son obligation de respecter les mesures conservatoires ordonnées par la Cour.
Cette décision a suscité des critiques, y compris de la part d’anciens responsables du TPIY : Antonio Cassese, ancien président du Tribunal, a qualifié l’arrêt de la CIJ de « massacre judiciaire » dans un article publié dès le lendemain de la décision.

## Tribunal pénal international pour l'ex-Yougoslavie

### Radislav Krstić
Radislav Krstić : en 1998, le général-major Radislav Krstić a été inculpé de génocide, de crimes contre l'humanité et de violations des lois ou coutumes de la guerre, en raison de son rôle présumé dans les événements survenus dans et autour de l'enclave bosniaque de Srebrenica entre le 11 juillet 1995 et le 1 novembre 1995 au TPIY. Le 2 août 2001, après que la chambre de première instance eut été convaincue au-delà de tout doute raisonnable qu'un crime de génocide avait été commis à Srebrenica, elle avait déclaré Krstić coupable de génocide : Krstić est devenu la première personne ainsi condamnée devant le Tribunal, qui lui impose une peine de à 46 ans de prison. La chambre d'appel, après avoir confirmé la conclusion de la chambre de première instance selon laquelle les forces serbes de Bosnie avaient commis un génocide à Srebrenica, entre autres, avait réduit la responsabilité de Krstić dans le génocide et le meurtre des Musulmans de Bosnie de celle d'un participant direct à celle d'un complice de génocide, et a raccourci sa peine à 35 ans de prison.

### Popović et consorts
Au TPIY, le procès de plusieurs hauts responsables de l'armée et de la police serbes accusés de génocide, meurtre et expulsion pour les crimes commis à Srebrenica a commencé le 14 juillet 2006. Ils ont commis les crimes d’extermination, d’assassinat et de meurtre par l'élimination systématique et à grande échelle des hommes et garçons musulmans de Srebrenica pendant le mois de juillet 1995. Il est notamment question de l'exécution sommaire de plus de 1 000 hommes à l'entrepôt de Kravica, de 800 à 2 500 hommes à Orahovac, de 800 hommes à Petkovci, d'un millier d'hommes à Kozluk, de 1 000 à 2 000 hommes à Pilica. Leurs noms sont :
- Vujadin Popović[8] a été accusé « de génocide ou complicité de génocide, meurtre, persécutions, transfert forcé et actes inhumains en tant que crimes contre l'humanité, et meurtre en tant que violations des lois ou coutumes de la guerre[9] ». Lors de l'attaque de la VRS contre l'enclave de Srebrenica et des meurtres et exécutions subséquents d'hommes musulmans de Bosnie, Vujadin Popović était lieutenant-colonel et commandant adjoint de la sécurité au sein de l'état-major du corps de la Drina. Il était présent et en service dans la zone de responsabilité du Corps de la Drina, qui comprenait Srebrenica, Potočari, Bratunac et Zvornik, du 11 juillet. au 31 août 1995[10]. Il a été reconnu coupable de génocide, d'extermination, de meurtre et de persécution et condamné à la prison à vie[11],[7],[12].
- Ljubiša Beara[8] été accusé d'un chef de génocide, de complicité de génocide, de quatre chefs de crimes contre l'humanité et d'un chef de violations des lois ou coutumes de la guerre. En tant que chef de la sécurité de l'état-major principal de l'Armée des Serbes de Bosnie (VRS), il avait la responsabilité de s'occuper des prisonniers musulmans de Bosnie capturés à Srebrenica du 11 juillet au 1er novembre 1995[13]. Il participait pleinement au massacre, et il a demandé à plusieurs reprises qu’on lui envoie des troupes supplémentaires pour aider à l’exécution de milliers de prisonniers musulmans de Bosnie. Ljubiša Beara a été reconnu coupable de génocide, et condamné à la prison à vie[11],[12].
- Drago Nikolić[8] était un sous-lieutenant qui a servi comme chef de la sécurité de la brigade de Zvornik de la VRS[14]. Il a été condamné à 35 ans d'emprisonnement pour complicité de génocide, crimes contre l'humanité et violations des lois ou coutumes de la guerre par sa participation à une entreprise criminelle[11],[12].

### Radovan Karadžić
Radovan Karadžić (l'ex-président des Serbes de Bosnie) a été accusé de génocide dans plusieurs municipalités de Bosnie-Herzégovine, le génocide de Srebrenica, cinq chefs de crimes contre l'humanité et quatre chefs de violations des lois ou coutumes de la guerre pour les crimes commis pendant le conflit armé en Bosnie-Herzégovine. Radovan Karadžić et Ratko Mladić ont participé à une entreprise criminelle commune ayant pour objectifs à chasser à jamais les Musulmans et les Croates de Bosnie du territoire revendiqué par les Serbes de Bosnie en BiH. Il a « agi de concert avec d’autres participants à cette entreprise criminelle, notamment: Momčilo Krajišnik, Ratko Mladić, Slobodan Milošević, Biljana Plavšić, Nikola Koljević, Mićo Stanišić, Jovica Stanišić, Franko Simatović, Željko Raznjatović et Vojislav Šešelj ».
Le 24 mars 2016, la chambre de première instance III du TPIY a déclaré Radovan Karadžić coupable du génocide de Srebrenica, et de persécutions, d’extermination, d’assassinat et de meurtre, d’expulsion, d’actes inhumains (transferts forcés), de terrorisation, viols, d’attaques illégales dirigées contre des civils, et la prise en otage de personnels des Nations unies. Il a été reconnu coupable de 10 chefs d'accusation, dont le siège de Sarajevo, et l’épuration ethnique dans 20 communes de Bosnie-Herzégovine. Néanmoins la Chambre ne dispose pas d’éléments de preuve suffisants pour conclure au-delà de tout doute raisonnable que le génocide a été commis dans sept municipalités, et l’accusé n’est pas tenu responsable au regard de cet acte d’accusation que les juges ont finalement qualifiée de crime contre l’humanité. Karadžić avait fait appel sur 50 points de sa condamnation, et l’accusation, qui demandait la prison à vie, avait elle aussi fait appel du jugement de première instance. Le 20 mars 2019, la chambre d'appel a ordonné une peine à perpétuité, aggravant la condamnation à 40 ans de prison prononcée en première instance contre l'ancien chef politique des Serbes de Bosnie. Il est définitivement jugé coupable de génocide, crimes de guerre et crimes contre l’humanité,.

### Ratko Mladić
Ratko Mladić (le commandant en chef de l'Armée de la république serbe de Bosnie) a été mis en examen le 24 juillet 1995 par le Procureur du TPIY et accusé de génocide de Srebrenica et de complicité de génocide dans plusieurs municipalités de Bosnie-Herzégovine, de crimes de guerre et crimes contre l'humanité.Mladic avait été arrêté le 26 mai 2011 après avoir échappé pendant seize ans à la justice internationale. Avec Slobodan Milošević et Radovan Karadzić il est considéré comme le troisième architecte de l’épuration ethnique durant ce conflit qui a fait plus de 100 000 morts et 2,2 millions de déplacés,.
Le 22 novembre 2017, la chambre de première instance du TPIY a déclaré Ratko Mladić, ancien chef militaire des Serbes de Bosnie, surnommé le « boucher des Balkans », coupable de génocide, de crimes contre l’humanité et de violations des lois ou coutumes de la guerre. Il a été condamné à la prison de perpétuité. L'ancien général a notamment été reconnu coupable pour :
Génocide de Srebrenica en 1995, pire tuerie sur le sol européen depuis la seconde guerre mondiale, où plus de 8 000 hommes et garçons musulmans ont été tués par les forces serbes de Bosnie ; Le meurtre et détention de milliers de Musulmans et de Croates de Bosnie dans les camps de détention ; Persécution, extermination, assassinat, expulsion et actes inhumains, ayant pris la forme du transfert forcé dans des municipalités de toute la Bosnie-Herzégovine; La destruction sans motif de biens privés et de biens publics, dont des monuments culturels et des lieux de culte à travers tout le pays ; Le siège de Sarajevo, long de 44 mois, au cours desquels 10 000 personnes ont été tuées, et prise d'otages de personnels des Nations unies. Ces crimes sont parmi les plus monstrueux jamais commis par l'homme et comprennent le génocide et l'extermination, un crime contre l’humanité. Selon les conclusions de la Chambre, Ratko Mladić a commis ces crimes à raison de sa participation et de sa contribution à quatre entreprises criminelles communes, l’une étant principale « dont l'objectif commun était de chasser à jamais les Musulmans et les Croates de Bosnie du territoire revendiqué par les Serbes de Bosnie dans des municipalités de toute la Bosnie-Herzégovine », et les trois autres étant relatives à siège de Sarajevo, à génocide de Srebrenica et à la prise d’otages. « Les membres de l’entreprise criminelle commune relative à Srebrenica comprenaient Radovan Karadžić, Radislav Krstić, Vujadin Popović, Zdravko Tolimir, Ljubomir Borovčanin, Svetozar Kosorić, Radivoje Miletić, Radoslav Janković, Ljubiša Beara, Milenko Živanović, Vinko Pandurević et Vidoje Blagojević. »
Il a fait appel de sa condamnation, et il sera rejugé devant le MTPI.
L'appel de Ratko Mladić a été rejeté par le Mécanisme international appelé à exercer les fonctions résiduelles des Tribunaux pénaux, et il a été condamné le 8 juin 2021 à la prison à vie pour génocide et crimes de guerre.

### Zdravko Tolimir
Zdravko Tolimir (alias: Chemical Tolimir ), fugitif de longue date et ancien commandant adjoint du renseignement et de la sécurité de l'état-major principal de la VRS qui relevait directement du commandant de l'état-major principal, Ratko Mladic, et qui avait inculpé par le procureur du TPIY pour génocide dans la guerre de 1992 à 1995 en Bosnie,. Il a été arrêté par la police serbe et bosnienne. Tolimir est tristement célèbre pour avoir demandé l'utilisation d'armes chimiques pendant le génocide aux civils gaziers afin que les troupes bosniaques puissent se rendre. Son procès a débuté le 26 février 2010. La chambre de première instance a rendu son jugement le 12 décembre 2012 par lequel elle a déclaré Tolimir coupable de génocide et de complot en vue de commettre un génocide. Il a été condamné à la réclusion à perpétuité,. La chambre d’appel du TPIY a confirmé la condamnation de Tolimir à la perpétuité. Il est décédé le 8 février 2016.

### Personnes inculpées par le TPIY pour génocide dans lequel de telles charges ont été retirées, l'accusé reconnu coupable d'autres crimes
- Goran Jelisić[35](Le supérieur hiérarchique au camp de détention Luka, de Brčko) il se faisait appeler l’« Adolf serbe ». Il a été Accusé de: génocide, meurtres, traitements cruels, sévices corporels, pillage et les actes inhumains[36]. La chambre de première instance a estimé que, malgré l'intention discriminatoire et la commission d'actes au sens de la définition de l'actus reus du génocide, Jelisić n'avait pas l'intention requise de détruire en tout ou en partie le groupe musulman de Brčko. Il a été condamné à 40 ans d'emprisonnement(48)[37]. La chambre d'appel, entre autres, a estimé que l'application erronée par la chambre de première instance de la norme de l'article 98 bis (B) de l'article 98 bis (B) avait conduit à une évaluation incorrecte des éléments de preuve comme insuffisants pour justifier une condamnation pour génocide, mais elle n'a pas jugé approprié annuler l'acquittement et renvoyer l'affaire pour une nouvelle procédure, étant donné qu'un nouveau procès ne se limiterait qu'à la question de savoir si Jelisić avait l'intention de génocide, et a donc confirmé la sentence[38].
- Milomir Stakić[39] (président de la cellule de crise, et chef du conseil municipal pour la défense nationale de la municipalité de Prijedor). Dans l'acte d'accusation du TPIY, Stakić a été accusé de génocide, ou de complicité de génocide, de meurtre en tant que crime contre l'humanité, d'extermination, de meurtre en tant que violation des lois ou coutumes de la guerre, de persécutions, d'expulsion et d'actes inhumains[40]. Le 31 juillet 2003, la Chambre de première instance l'a déclaré non coupable de génocide, de complicité de génocide[41]. Il a été reconnu coupable : d'extermination, meurtre, et les persécutions (crimes contre l'humanité, comprenant le meurtre et la déportation, tous deux étant également des crimes contre l'humanité). Il a été condamné à la réclusion à perpétuité avec une peine minimale de 20 ans[42]. La chambre d'appel a confirmé la décision de la chambre de première instance de condamner Stakić pour sa responsabilité d'exterminer, d'assassiner et de persécuter la population non serbe de Prijedor. La chambre d’appel a également conclu que la chambre de première instance ne l'avait pas condamné à tort pour expulsion et transfert forcé de la population non serbe. La chambre d'appel a conclu que Stakić avait participé à une entreprise criminelle commune dont le but était de commettre des crimes contre les populations musulmanes et croates de Bosnie de Prijedor. Ces crimes faisaient partie d'une campagne de persécution de la population non serbe de Prijedor, dans le but final de créer une municipalité serbe pour éventuellement faire partie d'un État purement serbe envisagé. Il a été condamné à 40 ans d'emprisonnement[43].
- Momčilo Krajišnik[44]été mis en examen par le TPIY et accusé de génocide, complicité de génocide, crimes contre l'humanité (à savoir extermination, meurtre, persécution, déportation et transfert forcé) et divers crimes de guerre, en relation avec des actes commis en 1992 en Bosnie-Herzégovine[45]. Après la mort de Slobodan Miloševic, Krajišnik était le plus haut responsable politique jugé au TPIY. Le 27 septembre 2006, Krajišnik a été reconnu coupable des crimes contre l'humanité suivants: extermination, meurtre, persécution, déportation et transfert forcé. Acquitté des accusations de génocide et complicité de génocide, il a été condamné à 27 ans d'emprisonnement[46],[47]. Le 17 mars 2009, la chambre d'appel du TPIY a annulé certaines des condamnations de la chambre de première instance pour crimes contre l'humanité et réduit la peine de Krajišnik à 20 ans[48].
- Biljana Plavšić[49](en 1996 été présidente de la république serbe de Bosnie succédant à Radovan Karadžić). L'acte d'accusation du TPIY l'a inculpée de deux chefs de génocide, de cinq chefs de crimes contre l'humanité et d'un chef de crimes de guerre[50],[45]. Le 16 décembre 2002, elle a négocié avec le TPIY un plaidoyer de culpabilité pour un chef d'accusation de crimes contre l'humanité pour son rôle dans la direction de la guerre et le ciblage des civils et a exprimé « tous ses remords » en échange de l'abandon des autres chefs d'accusation par les procureurs. Elle a ensuite été condamnée à 11 ans de prison et a commencé sa peine le 26 juin 2003[51]. Après avoir purgé six ans de sa peine à la prison pour femmes Hinseberg, en Suède, elle a été libérée le 27 octobre 2009[52].

Et les autres : Ljubomir Borovčanin, Vinko Pandurević, Vidoje Blagojević, Momir Nikolić, Dragan Obrenović, Radoslav Brđanin, 

### Personnes décédées pendant leurs procès
- Slobodan Milošević[53]Président de la Serbie et président de la république fédérale de Yougoslavie de juillet 1997 à octobre 2000, poursuivi pour une soixantaine de chefs d'accusation couvrant la guerre de Croatie, celle de Bosnie et du Kosovo. Milošević a été accusé de génocide ou de complicité de génocide dans des territoires de Bosnie-Herzégovine, notamment: à Bijeljina, Bosanski Novi, Brčko, Ključ, Kotor Varoš, Prijedor, Sanski Most, Srebrenica[54]. Pour créer une Grande Serbie, Milosevic est planifié, organisé, et participé à l’entreprise criminelle commune qui avait pour but de forcer par des crimes, la majorité des non-Serbes, principalement des Musulmans et des Croates de Bosnie, à quitter de façon définitive de vastes portions du territoire de la république de Bosnie-Herzégovine[55],[56]. Il était soupçonné d'avoir poussé Mladic et Karadzic au nettoyage ethnique de la Bosnie pour réaliser ce plan[57]. « Cette entreprise criminelle commune existait déjà le 1er août 1991 et s’est poursuivie au moins jusqu’au 31 décembre 1995. Ont participé à cette entreprise criminelle commune Slobodan Milošević, Radovan Karadžić, Momčilo Krajišnik, Biljana Plavšić, le général Ratko Mladić, Borisav Jović, Branko Kostić, Veljko Kadijević, Blagoje Adzić, Milan Martić, Jovica Stanišić, Franko Simatović, alias « Frenki », Radovan Stojičić, alias « Badza », Vojislav Šešelj, Željko Raznjatović, alias « Arkan » et d’autres, connus ou inconnus.»[54]

Milošević est décédé le 11 mars 2006 dans sa cellule, avant la fin de son procès pour génocide, crimes de guerre et crimes contre l'humanité.
- Milan Kovačević[59](président du comité exécutif de l’assemblée municipale de Prijedor) a été accusé de génocide, de complicité de génocide et de plusieurs chefs de crimes contre l'humanité, de violations du droit de la guerre et de graves violations des conventions de Genève de 1949. Il a planifié organisé et exécuté la création des camps de détention y compris les camps d’Omarska, de Keraterm et de Trnopolje, où les détenus ont été constamment soumis à des actes inhumains, y compris le meurtre, le viol, la torture, et d'autres formes de violences mentales et physiques[60]. Il est décédé de causes naturelles en détention en 1998.
- Momir Talić[61](commandant du 5e corps de la JNA, général de corps d’armée VRS). Il a été poursuivi pour génocide et complicité de génocide, extermination; persécutions; torture; expulsion, destruction sans motif d’agglomérations, de villes et de villages qui faisaient partie de la Région autonome de Krajina (RAK), notamment: Ključ, Kotor Varoš, Prijedor, et Sanski Most[62]. Décédé le 28 mai 2003 à Belgrade, au cours de sa libération provisoire.

## Pouvoir judiciaire en Bosnie-Herzégovine
Avant la création de la Cour d’État de Bosnie-Herzégovine, il y avait plusieurs actes d’accusation pour crime de génocide, mais un seul intronisé, Borislav Herak, a été reconnu coupable de génocide. Depuis 2003, aucun acte d'accusation pour génocide n'a été déposé devant les tribunaux locaux de Bosnie-Herzégovine, autres que la Cour de Bosnie-Herzégovine.

### Décisions avant la création de la Cour de Bosnie-Herzégovine
Borislav HerakLe 7 février 1993, le bureau du procureur militaire du district de Sarajevo a déposé un acte d'accusation auprès du tribunal militaire du district de Sarajevo contre Herak, pour génocide, crimes de guerre contre la population civile et crimes de guerre contre les prisonniers de guerre,. Toutes les demandes de réexamen d'Hérak ont été rejetées,faisant de lui la seule personne reconnue coupable de génocide par le tribunal local de B&H avant la création de la Cour de Bosnie-Herzégovine, et il est également la première personne à être reconnu coupable du crime de génocide après la Seconde Guerre mondiale. La peine de mort d'Herak a été modifiée en 20 ans d'emprisonnement, et il a été libéré de prison en août 2012.

### La Cour de Bosnie-Herzégovine
Jusqu'à présent, le bureau du procureur de Bosnie-Herzégovine n'a déposé des actes d'accusation que pour le crime de génocide lié au massacre de Srebrenica, déclarant que « les enquêtes n'ont révélé aucun élément de génocide dans d'autres domaines que Srebrenica ». De nombreux analystes, indiquent que les raisons à cela résident dans le fait que les procureurs ne sont pas disposés à s'écarter de la jurisprudence du TPIY, mais Erna Mackic, écrivant dans BIRN BiH en novembre 2009, a déclaré que « certains militants des droits de l'homme pensent que cela pourrait changer » une fois le procès du TPIY de Radovan Karadžić est terminé.

### Affaire Mitrović et autres («Kravice»)
Le 29 juillet 2008, après un procès de deux ans, la Section des crimes de guerre de la Cour de Bosnie-Herzégovine a déclaré sept hommes coupables de génocide pour leur rôle dans le massacre de Srebrenica, y compris la mort de 1 000 hommes bosniaques en une seule journée,. Dans le verdict du procès, la Cour a conclu que les accusés, par leurs actions en tant que coauteurs, avaient commis l'infraction pénale de génocide en violation de l'article 171 en liaison avec les articles 29 et 180 du Code pénal de Bosnie-Herzégovine. Le tribunal a conclu que les hommes bosniaques qui tentaient de s'échapper de Srebrenica avaient été informés qu'ils seraient en sécurité s'ils se rendaient. Au lieu de cela, ils ont été transportés dans une coopérative agricole du village de Kravica, et cette dernière a été exécutée en masse. La Cour de Bosnie-Herzégovine a rendu le 29 avril 2014 un verdict dans cette affaire déclarant les six accusés coupables de l'infraction pénale de génocide, en tant que complices (aide et complicité). Ils sont condamnés à une peine de 20 ans de prison chacun,.
- Milenko Trifunović (commandant du 3e peloton « Skelani », qui fait partie du 2e peloton spécial de la police Šekovići)[70].
- Aleksandar Radovanović (membres des forces de police spéciales du 3e peloton « Skelani »)[70].
- Brano Dzinić (un officier des forces de police spéciales de la 2e escouade de police spéciale de Šekovići)[70].
- Slobodan Jakovljević (membres des forces de police spéciales du 3e peloton « Skelani »)[70].
- Branislav Medan (membres des forces de police spéciales du 3e peloton « Skelani »)[70].
- Petar Mitrović (membres des forces de police spéciales du 3e peloton « Skelani »)[72].
- Milorad Trbić[73](ancien capitaine de réserve de la brigade Zvornik de l'Armée de la république serbe de Bosnie) a été accusé de génocide conformément à l'article 171 du Code pénal de Bosnie-Herzégovine en conjonction avec le meurtre de membres de la groupe, causant des lésions corporelles ou mentales graves aux membres du groupe, infligeant délibérément au groupe des conditions de vie calculées pour entraîner sa destruction physique totale ou partielle, imposant des mesures destinées à empêcher les naissances au sein du groupe[74],[75]. Le 16 octobre 2009, la Cour de Bosnie-Herzégovine, dans un verdict de première instance, a déclaré Milorad Trbić directement responsable des crimes qu'il avait commis dans le cadre d'une entreprise criminelle commune visant à détruire tous les Bosniaques amenés dans sa zone de responsabilité. Il avait participé et aidé au meurtre d'hommes de Srebrenica à divers endroits de la municipalité de Zvornik à Kula-grad, à la ferme militaire de Branjevo, au centre culturel de Pilica et dans les écoles: Orahovac, Ročević, Petkovci. Il a supervisé les meurtres d'au moins 179 personnes au barrage près de Petkovac, et géré et coordonné les activités consistant à enterrer les morts dans des fosses communes non marquées, à fouiller et à déplacer vers d'autres «fosses secondaires», afin que l'identité des victimes et les preuves de crimes sont cachées[76]. La Cour a déclaré Trbić coupable de génocide et le condamné à vingt ans d'emprisonnement[77].
- Radomir Vuković a été accusés du crime de génocide le 21 octobre 2008. La Cour de Bosnie-Herzégovine a rendu le verdict de première instance déclarant l’accusé coupable d'avoir sciemment aidé à la perpétration du crime de génocide en tant que membre des forces de police spéciales du 2e détachement de la police spéciale de Šekovići du MUP de la Republika Srpska. Il a participé à maintenir la route praticable pendant le transport des Bosniaques par camions et bus, pour capturer plus tard un grand nombre d'hommes bosniaques qui tentaient de s'échapper de la zone de sécurité des Nations unies et de les emmener à la coopérative agricole de Kravica où ils participé à leur exécution. Le 27 octobre 2015, la Cour constitutionnelle de Bosnie-Herzégovine a reconnu Vuković coupable de génocide en violation de l'article 141 du Code pénal de la république fédérative socialiste de Yougoslavie repris sur la base de la loi d’application du Code pénal de Bosnie-Herzégovine et du Code pénal de la république socialiste fédérative de Yougoslavie. La Cour a également révisé le jugement du point de vue de la sanction et a ainsi prononcé à l'encontre de Vuković une peine de prison de vingt ans[78].
- Slavko Perić a agi en qualité de commandant adjoint chargé de la sécurité et du renseignement dans le 1er bataillon. Le 31 octobre 2011, la Cour de Bosnie-Herzégovine a annoncé le verdict de première instance, condamnant Slavko Perić à 19 ans de prison pour l'infraction pénale de génocide, concluant que le l'accusé a sciemment fourni une assistance aux membres de l'entreprise criminelle commune visant à tuer les hommes bosniaques valides de Srebrenica, lors d'une attaque généralisée et systématique menée contre la zone de sécurité des Nations unies à Srebrenica entre le 10 juillet et le 1er novembre 1995 par des membres de l’Armée république serbe de Bosnie et MUP RS[79].
- Duško Jević et Mendeljev Đurić (Jević, en tant que commandant adjoint du SPB du MUP RS et commandant du centre de formation J. du SPB, et Mendeljev en tant que commandant de la 1ère compagnie du J). Le 22 janvier 2010, la Cour de Bosnie-Herzégovine a confirmé l'acte d'accusation dans l'affaire Duško Jević et consorts, accusant Duško Jević et Mendeljev Đurić d'infraction pénale de génocide, en relation avec le massacre de Srebrenica. Le 25 mai 2012, la Cour a prononcé le verdict de première instance déclarant les accusés coupables de l'infraction pénale de génocide. Le 03 mars 2017, la Cour d’appel Bosnie-Herzégovine a rendu son verdict de deuxième instance par lequel il a reconnu Duško Jević et Mendeljev Đurić coupable de génocide, et réduit ses peines d'emprisonnement de longue durée à 20 ans[80].
- Željko Ivanović aurait participé en tant que membre de l'Unité spéciale de police du ministère de l'Intérieur des Serbes de Bosnie, pendant la période du 10 au 19 juillet 1995 à Srebrenica et dans ses environs. Le 28 mars 2014, la Cour constitutionnelle de Bosnie-Herzégovine a déclaré Ivanović coupable de génocide, et l'a condamné à 20 ans d'emprisonnement[81].
- Ostoja Stanišić aidait à la perpétration d'un génocide dans la région des villages de Petkovci et Đulići, municipalité de Zvornik. À l'époque des faits, Ostoja Stanišić était le commandant du 6e bataillon de la brigade de Zvornik. La Cour de Bosnie-Herzégovine a rendu, le 31 mars 2017, un verdict par lequel l'accusé a été reconnu coupable du crime de génocide et condamné à 11 ans d'emprisonnement. La Cour d'appel a confirmé le jugement du tribunal, déclarant l'accusé Ostoja Stanišić coupable de l'infraction pénale de génocide, mais a ramené la condamnation à 5 ans d'emprisonnement[82].
- Aćimović Srećko a été reconnu coupable de complicité de génocide en tant que commandant du 2e Bataillon de la Brigade de Zvornik de l'Armée de la république serbe de Bosnie. Il a joué un rôle actif dans un projet criminel conjoint visant à emprisonner et exécuter des hommes bosniaques de Srebrenica, ainsi qu'à déplacer de force des femmes et des enfants pour détruire un groupe ethnique. Le 14 juillet 1995, des centaines de Bosniaques ont été enfermés dans l'école de Ročević et le commandement de la Brigade de Zvornik a ordonné leur exécution. Pour exécuter cet ordre, Aćimović Srećko a supervisé la préparation de munitions, coordonné le transport des captifs dans des camions et donné l'ordre aux chauffeurs de les conduire près de la rive de la rivière Drina à Kozluk. Les prisonniers bosniaques ont été transportés à plusieurs reprises vers Kozluk, où les 818 détenus de l'école de Ročević ont été tués, puis enterrés en masse dans une fosse commune. En conséquence de ces crimes, il a été condamné à une peine d'emprisonnement de sept ans[83].

#### Acquitté pour génocide et reconnu coupable pour d'autres crimes
Sretko Damjanović, Tešo Tešić, Dušan Borović, Čančar Veselin, Marko Boškić, Dragan Nešković, Branko Popić, Dejan Radojković, Nedeljko Milidragović, Aleksa Golijanin, Branimir Tešić, Miodrag Josipović, Dragomir Vasić, Danilo Zoljić, Radomir Pantić, Srećko Aćimović, Milomir Savčić, Tomislav Kovač, Miloš Stupar, Velibor Maksimović, Milovan Matić, Miladin Stevanovic, Dragisa Zivanovic, Zoran Tomić, Momir Pelemiš, Goran Marković, Goran Sarić, Aleksandar Cvetković, Marko Milošević, Franc Kos, Stanko Kojić, Vlastimir Golijan, Zoran Goronja, Božidar Kuvelja, Vaso Todorović, Dragan Crnogorac.

## Poursuites allemandes
À la fin des années 1990, les tribunaux allemands ont prononcé des peines privatives de liberté contre plusieurs personnes qui ont été reconnues coupables par les tribunaux allemands d'avoir participé au génocide en Bosnie. Deux de ces affaires ont été citées dans le jugement rendu par le TPIY contre Radislav Krstic, lorsqu'il a examiné si le massacre de Srebrenica respectait la Convention des Nations unies pour la prévention et la répression du crime de génocide.
- Nikola Jorgić : Le tribunal régional supérieur de Düsseldorf a prononcé en septembre 1997 une condamnation pour génocide contre Nikola Jorgic, un Serbe de Bosnie de la région de Doboj qui était le chef d'un groupe paramilitaire situé dans la région de Doboj. Il a été condamné à quatre peines de réclusion à perpétuité pour son implication dans des actions génocidaires qui ont eu lieu dans des régions de Bosnie-Herzégovine autres que Srebrenica[87]. Son appel a été rejeté par la Cour constitutionnelle fédérale allemande[88],[89]. Le 12 juillet 2007, la Cour européenne des droits de l'homme a rejeté l'appel de Nikola Jorgic mais a souligné que les tribunaux allemands avaient interprété le droit interne allemand sur le génocide plus largement que les décisions plus récentes du TPIY et de la CIJ. La CEDH, après avoir examiné l'affaire et les décisions internationales les plus récentes sur la question estimé que « l'interprétation des tribunaux allemands de 'l'intention de détruire un groupe' comme ne nécessitant pas la destruction du groupe, qui a également été adoptée par un certain nombre de chercheurs, est donc couverte par le libellé, lu dans son contexte, du crime de génocide dans le code pénal allemand et n'apparaît pas déraisonnable », et il a ainsi conclu que « si de nombreuses autorités étaient favorables à une interprétation étroite du crime de génocide, plusieurs autorités à l'époque des faits avaient déjà interprété l'infraction de génocide de la même manière les tribunaux » et que « Jorgic, au besoin avec l'assistance d'un avocat, aurait pu raisonnablement prévoir qu'il risquait d'être inculpé et reconnu coupable de génocide pour les actes qu'il avait commis en 1992 », et pour cette raison, la cour a rejeté l'affirmation de Jorgic selon laquelle il y avait eu violation de l'article 7 (pas de peine sans loi) de la Convention européenne des droits de l'homme par l'Allemagne[90].
- Maksim Sokolović : Le 29 novembre 1999, le tribunal régional supérieur (Oberlandesgericht) de Düsseldorf a condamné Maksim Sokolović à 9 ans de prison pour avoir aidé et encouragé le crime de génocide et pour graves violations des Conventions de Genève[91]. Maksim Sokolovic faisait partie d'un groupe paramilitaire qui opérait près d'Osmaci (région de Zvornik), à 72 kilomètres au nord-est de Sarajevo. Il a participé à des actions militaires serbes contre la population musulmane d'Osmaci et de ses environs. Au cours de ces actions, des maisons de musulmans ont été saccagées, des femmes et des enfants transférés de force et des hommes maltraités physiquement, tués ou emmenés dans des camps de prisonniers[92].
- Đurađ Kušljić : En 1999, Đurađ Kušljić a été reconnu coupable de génocide et condamné à la réclusion à perpétuité par un tribunal allemand pour le meurtre de six Bosniaques et l'ordre d'expulsion d'une autre population non serbe alors qu'il était chef de la police de Vrbanjci (municipalité de Kotor Varoš ) en 1992. « Les femmes et les enfants étaient chassés, les hommes liquidés ou internés »[85],[91]. La qualification de ses crimes a été modifiée en complicité de génocide en appel, mais sa peine n'a pas été modifiée[91],[93].
- Novislav Džajić : Novislav Džajić a été inculpé en Allemagne pour participation au génocide, mais le tribunal régional supérieur n'a pas conclu qu'il y avait une certitude suffisante, pour une condamnation pénale, qu'il avait l'intention de commettre le génocide[94]. Néanmoins, Džajič a été reconnu coupable de 14 cas de meurtre et d'un cas de tentative de meurtre. Lors de l'appel de Džajić le 23 mai 1997, la chambre d'appel bavaroise a conclu que des actes de génocide avaient été commis en juin 1992, confinés dans le district administratif de Foča[95].